# Zamora granulata
Zamora granulata is een hooiwagen uit de familie Agoristenidae.